# Lizzie Lundberg
Lizzie Solveig Lundberg, född 8 februari 1928 i Köpenhamn, död 27 juli 2018 i Malmö, var en dansk-svensk målare och grafiker.

## Biografi
Lizzie Lundbergs intresse för konst kom redan under uppväxtåren och hon fick en viss handledning från sin mor som utan att vara utbildad konstnär var en utpräglad hantverksperson som arbetade med textil. Hon gifte sig med konstnären Bertil Lundberg och fick tillsammans med honom möjlighet att studera konst under hans resor utomlands. Hennes konst består av figurer och lekfulla motiv med texter. Hon var under många år anlitad av Konstfrämjandet för att bedriva en konstnärlig folkbildning. Lundberg är representerad vid Malmö museum och Kalmar konstmuseum.

## Teater

### Scenografi
| År   | Produktion                                   | Upphovsmän                                                                                            | Regi                | Teater                   | Noter |
| ---- | -------------------------------------------- | --- | ------------------- | ------------------------ | ----- |
| 1989 | Melodien som kom bort Melodien, der blev væk | Kjeld Abell, Sven Mölle Kristensen, Bernhard Christensen och Herman Koppel Översättning Alf Henrikson | Karin Parrot-Jonzon | Helsingborgs stadsteater |       |